# Florence (Guitry)
Pour les articles homonymes, voir Florence (homonymie).
Florence est une comédie en un prologue et trois actes de Sacha Guitry créée au théâtre de la Madeleine en 1939.
Une seconde version intitulée Toâ est créée au théâtre du Gymnase le 6 mai 1949 avant d'être adaptée sous le même titre quelques mois plus tard au cinéma.